# Call to Action (Marketing)
Call to Action (CTA) ist ein Marketingbegriff, der in der Werbung und im Verkauf weit verbreitet ist und eine Handlungsaufforderung darstellt. Es bezieht sich auf jedes Mittel, das dazu bestimmt ist, eine sofortige Reaktion zu bewirken oder einen sofortigen Verkauf zu fördern. Ein CTA bezieht sich am häufigsten auf die Verwendung von Wörtern oder Phrasen, die in Sale-Scripten, Werbebotschaften oder Websiten aufgenommen werden können, die die Verbraucher zu sofortigem Handeln anregen.

## Definition
Im Marketing ist ein Call to Action (CTA) eine Anweisung an das Publikum, die eine sofortige Reaktion hervorrufen soll, in der Regel mit einem Imperativ, wie „jetzt anrufen“, „mehr erfahren“ oder „besuchen Sie heute noch eine unserer Filialen“. Andere Arten von Call to Action können den Verbrauchern triftige Gründe liefern, beispielsweise ein Angebot, das nur für eine begrenzte Zeit verfügbar ist (z. B. „Angebot wird bald ablaufen“; „Solange der Vorrat reicht“) oder ein Sonderangebot, das normalerweise von einer zeitlichen Begrenzung begleitet wird (z. B. „Bestellung vor Mitternacht, um ein kostenloses Geschenk zu erhalten“; „Zwei zum Preis von einem. Nur für die ersten 50 Anrufer!“). Der Schlüssel zu einem wirkungsvollen Call to Action besteht darin, den Verbrauchern überzeugende Gründe für einen schnellen Kauf zu liefern, anstatt die Kaufentscheidung hinauszuzögern. Ein CTA kann eine einfache, nicht anspruchsvolle Anfrage wie „Wählen Sie eine Farbe“ oder „Sehen Sie sich dieses Video an“ oder auch komplexer formuliert sein. Ein offensichtlicher CTA wäre eine Aufforderung an den Verbraucher, ein Produkt zu kaufen oder persönliche Daten und Kontaktinformationen anzugeben.

## Anwendungsgebiete
Viele Marketingmaterialien wie Broschüren, Flyer, Kataloge, E-Mail-Kampagnen nutzen Anweisungen, die nach dem Call-to-Action-Prinzip dem Verbraucher zeigen sollen, wie sie den nächsten Schritt durchführen können, um so ein Gefühl der Dringlichkeit rund um das Angebot zu schaffen.
Um möglichst viele Reaktionen zu erhalten, nutzen Verkäufer oder Außendienstmitarbeiter bestimmte Wörter und Phrasen, um wünschenswerte Antworten von potenziellen Kunden hervorzurufen. Effektive Trigger sollen oft Emotionen oder eine Trotzreaktion hervorrufen und werden so oft in Verkaufsskripte integriert. Viele strategisch aufgebaute Verkaufsgespräche beinhalten oft eine Reihe von kleinen CTAs, die zu einem endgültigen CTA führen. Diese kleineren CTAs sollen ein Verhaltensmuster beim Empfänger bilden, das diesem später erleichtert, der letzten Handlungsaufforderung zu folgen. So wird eine anspruchsvollere Forderung nach einer Ware oder weiterer Interaktion eher gestellt, als wenn diese Möglichkeit ohne Kontext präsentiert worden wäre. Ein Beispiel könnte der Kauf einer Designer-Uhr sein. Der Verkäufer könnte den Verbraucher bitten, einen Stil, dann eine Farbe, eine Größe und sogar eine persönliche Gravur zu wählen. Wenn der Kunde das personalisierte Design betrachtet, ist es wahrscheinlicher, dass er für den Abschluss des Kaufs prädisponiert ist. Der Vertriebsmitarbeiter kann den Verkauf abschließen, indem er fragt: „Wollen Sie mit Kreditkarte oder Bargeld zahlen?“